# Gaoussou Touré
 (septembre 2024).
La mise en forme du texte ne suit pas les recommandations de Wikipédia : il faut le « wikifier ».
Les points d'amélioration suivants sont les cas les plus fréquents :
- Les titres sont pré-formatés par le logiciel. Ils ne sont ni en capitales, ni en gras.
- Le texte ne doit pas être écrit en capitales (les noms de famille non plus), ni en gras, ni en italique, ni en « petit »…
- Le gras n'est utilisé que pour surligner le titre de l'article dans l'introduction, une seule fois.
- L'italique est rarement utilisé : mots en langue étrangère, titres d'œuvres, noms de bateaux, etc.
- Les citations ne sont pas en italique mais en corps de texte normal. Elles sont entourées par des guillemets français : « et ».
- Les listes à puces sont à éviter, des paragraphes rédigés étant largement préférés. Les tableaux sont à réserver à la présentation de données structurées (résultats, etc.).
- Les appels de note de bas de page (petits chiffres en exposant, introduits par l'outil «  Source ») sont à placer entre la fin de phrase et le point final[comme ça].
- Les liens internes (vers d'autres articles de Wikipédia) sont à choisir avec parcimonie. Créez des liens vers des articles approfondissant le sujet. Les termes génériques sans rapport avec le sujet sont à éviter, ainsi que les répétitions de liens vers un même terme.
- Les liens externes sont à placer uniquement dans une section « Liens externes », à la fin de l'article. Ces liens sont à choisir avec parcimonie suivant les règles définies. Si un lien sert de source à l'article, son insertion dans le texte est à faire par les notes de bas de page.
- La présentation des références doit suivre les conventions bibliographiques. Il est recommandé d'utiliser les modèles {{Ouvrage}}, {{Chapitre}}, {{Article}}, {{Lien web}} et/ou {{Bibliographie}}. Le mode d'édition visuel peut mettre en forme automatiquement les références.
- Insérer une infobox (cadre d'informations à droite) n'est pas obligatoire pour parachever la mise en page.

Pour une aide détaillée, merci de consulter Aide:Wikification.
Si vous pensez que ces points ont été résolus, vous pouvez retirer ce bandeau et améliorer la mise en forme d'un autre article.
Gaoussou Touré est un homme politique ivoirien originaire d'Odienné.

## Biographie

### Expérience Professionnelle
Ayant fait une formation en économie, option Gestion des Entreprises, Gaoussou Touré est un expert pluridisciplinaire expérimenté dans de nombreux secteurs d’activités économiques tels que l’Agriculture, l’Industrie, la Distribution, l’Elevage, le Tourisme, la Micro-finance, le Transport et le Développement du secteur privé.
Il commence sa carrière professionnelle en tant que fondé de pouvoirs à la Société Générale des Banques de Cote d’Ivoire (SGBCI) de 1977 à 1980.
En 1980, il crée la première société ivoirienne de distribution de marchandises générales (Société MULTI-PRODUITS SA) dont il est le Président Directeur Général, avant de fonder plus tard le Groupe SODIRO (Société pour le Développement Industriel de la Région d’Odienné) en 1992. La même année (1992), il procède à la création de la Caisse d’Epargne et de Crédit d’Odienné (CECO) et en est le Président.
En 1994, Gaoussou Touré est nommé premier Vice-Président de la Chambre de Commerce et d’Industrie de Côte d’Ivoire.
En 2000, il est Expert Consultant Noix de Cajou – Riz. Il devient en 2003, Conseiller Technique Chargé du Café – Cacao du Ministre d’Etat, Ministre de L’Agriculture ; puis en 2004, Président de l’Association pour le Développement de la Filière Cajou Africaine (ADEFICA). Il est nommé Directeur de Cabinet Adjoint du Ministre de l’Agriculture en 2010.

### Carrière Politique
Gaoussou Touré a été successivement Secrétaire départemental du Rassemblement des Républicains (RDR) à Odienné ; Secrétaire national dudit parti à la Coordination des Commissions Techniques ; puis Directeur central de campagne Chargé du Programme de Gouvernement « Vivre Ensemble » du Président Alassane Ouattara.
Il devient Ministre des Transports dans le premier gouvernement d’Alassane Ouattara, le 1er juin 2011. Ensuite en septembre 2019, il est nommé Ministre de la Promotion de la Riziculture  et demeure à ce poste jusqu’en avril 2022,.
Gaoussou Touré est par ailleurs Ministre Gouverneur du district du Denguélé et Coordinateur principal du Rassemblement des Houphouétistes pour la Démocratie et la Paix (RHDP) de ladite région.

## Distinction
- Prix Excellence European Market Research Center (EMRC) du meilleur entrepreneur Ivoirien en 1992[2]
- Prix Excellence de la Présidence de la République de Côte d’Ivoire du Meilleur Commerçant de l’année en 1998[2]
- Commandeur du mérite national en 2003[2]

- Commandeur du mérite agricole en 2005[2]